# Cyathea vilhelmii
Cyathea vilhelmii là một loài dương xỉ trong họ Cyatheaceae. Loài này được Domin mô tả khoa học đầu tiên năm 1929.